# جوردي بينت
جوردي بينت هو لاعب كرة قدم أندوري، ولد في 15 يوليو 1980 في أندورا لا فيلا في أندورا. شارك مع منتخب أندورا لكرة القدم. أما مع النوادي، فقد لعب مع نادي أندورا لكرة القدم.

## وصلات خارجية
- جوردي بينت على موقع قاعدة بيانات كرة القدم.إي يو (الإنجليزية)
- جوردي بينت على موقع ناشيونال فوتبول تيمز (الإنجليزية)
- جوردي بينت على موقع Soccerway.com (الإنجليزية)